# Sergeants 3
Sergeants 3 is een Amerikaanse western uit 1962 onder regie van John Sturges.

## Verhaal
Mike Cherry, Chip Deal en Larry Barrett zijn drie toegewijde brigadiers. Ze gaan samen met de ex-dief Jonah Williams op pad om een Indiaans opperhoofd tegen te houden, dat van plan is om alle Indianenstammen te mobiliseren en de blanken te doden.

## Rolverdeling
| Acteur          | Personage           |
| --------------- | ------------------- |
| Frank Sinatra   | Mike Merry          |
| Dean Martin     | Chip Deal           |
| Sammy Davis jr. | Jonah Williams      |
| Peter Lawford   | Larry Barrett       |
| Joey Bishop     | Roger Boswell       |
| Henry Silva     | Mountain Hawk       |
| Ruta Lee        | Amelia Parent       |
| Buddy Lester    | Willie Sharpknife   |
| Phillip Crosby  | Korporaal Ellis     |
| Dennis Crosby   | Soldaat Page        |
| Lindsay Crosby  | Soldaat Wills       |
| Hank Henry      | Hoefsmid            |
| Dick Simmons    | Kolonel Collingwood |
| Michael Pate    | Watanka             |
| Armand Alzamora | Caleb               |